# Vertex (tidning)
Vertex var en studenttidning i Umeå, grundad 1960 och nedlagd 2020, som bevakade studentliv och utbildningsfrågor vid Umeå universitet.